# Lasarus Ratuere
Lasarus Ratuere (nacido el 30 de junio de 1985) es un actor australiano. Es conocido por su interpretación de Ishikawa, miembro de la Sección 9, en la adaptación cinematográfica de DreamWorks y Paramount Pictures, Ghost in the Shell.

## Carrera profesional
Nacido en Adelaida, Lasarus creció en Brisbane, Australia. Graduado del Conservatorio de Artes Escénicas en 2012, Lasarus apareció en las pantallas australianas en la épica de la guerra mundial The Digger, y luego debutó en la televisión estadounidense en la película de ciencia ficción Terra Nova de Steven Spielberg y 20th Century Fox. Continuó progresando como Malcolm Mabo en el drama biográfico de motivación social y política Mabo, coprotagonizó la comedia The Mule y protagonizó la exitosa serie Ready For This, premiada con gran éxito.
Su primer papel teatral en Sídney fue en Belvoir St Theatre en la obra australiana llamada Kill the Messenger. Esto llevó a una nominación al Premio Helpmann por su interpretación aclamada por la crítica como el problemático muchacho Paul Witt.

## Filmografía

### Películas
| Año  | Título             | Personaje   | Notas               |
| ---- | ------------------ | ----------- | ------------------- |
| 2012 | Mabo               | Malcom Mabo | Película televisiva |
| 2014 | The Mule           | Josh        |                     |
| 2017 | Ghost in the Shell | Ishikawa    | Película            |

### Series de televisión
| Año  | Título          | Personaje       | Notas        |
| ---- | --------------- | --------------- | ------------ |
| 2012 | Terra Nova      | Richardson      |              |
| 2015 | Ready For This  | Mick            | 13 episodios |
| 2015 | Black Comedy    | Guest Cast      |              |
| 2017 | The Leftovers   | Oficial Bardo   |              |
| 2017 | Cleverman 2     | Bakanah         |              |
| 2017 | Pulse           | Kenny Campbell  |              |
| 2018 | Grace Beside Me | Sonny McCardell |              |